# Hugo Wehrle
Hugo Wehrle (Donaueschingen, 19 de juliol de 1847 - Friburg de Brisgòvia, 29 de març de 1919) fou un violinista, compositor i director d'orquestra alemany.
Encara era un infant, que ja formava part com a segon violí del quartet de Kalliwoda i després, de 1859 a 1863, estudia al Conservatori de Leipzig i de París. Després d'haver viatjat una temporada com a concertista, el 1865 entrà en l'orquestra de la cort, a Weimar, i el 1868 fou nomenat violí solista de l'orquestra reial de Stuttgart, al mateix temps que tocava el mateix instrument en el quartet de Singer, fins que la rampa muscular de la mà l'obligà, el 1898, a renunciar a la seva professió. Com a compositor es donà a conèixer per nombroses obres per a violí, lieder i cors per a veus d'homes. A més, publicà col·leccions d'obres antigues per a violí.